# 匈牙利工人党2006—欧洲左翼
匈牙利工人党2006（匈牙利語：Magyarországi Munkáspárt 2006 - Európai Baloldal）是匈牙利的一个共产主义政党。该党由原匈牙利共产主义工人党党内反对派创建于2005年11月中旬。它的意识形态是共产主义、马克思主义。它的政治立场是左翼。它的领袖是Attila Vajnai。它的总部位于布达佩斯。它是欧洲左翼党的成员。